# Grand Coulee
Pour l’article homonyme, voir Grand Coulee (Saskatchewan).

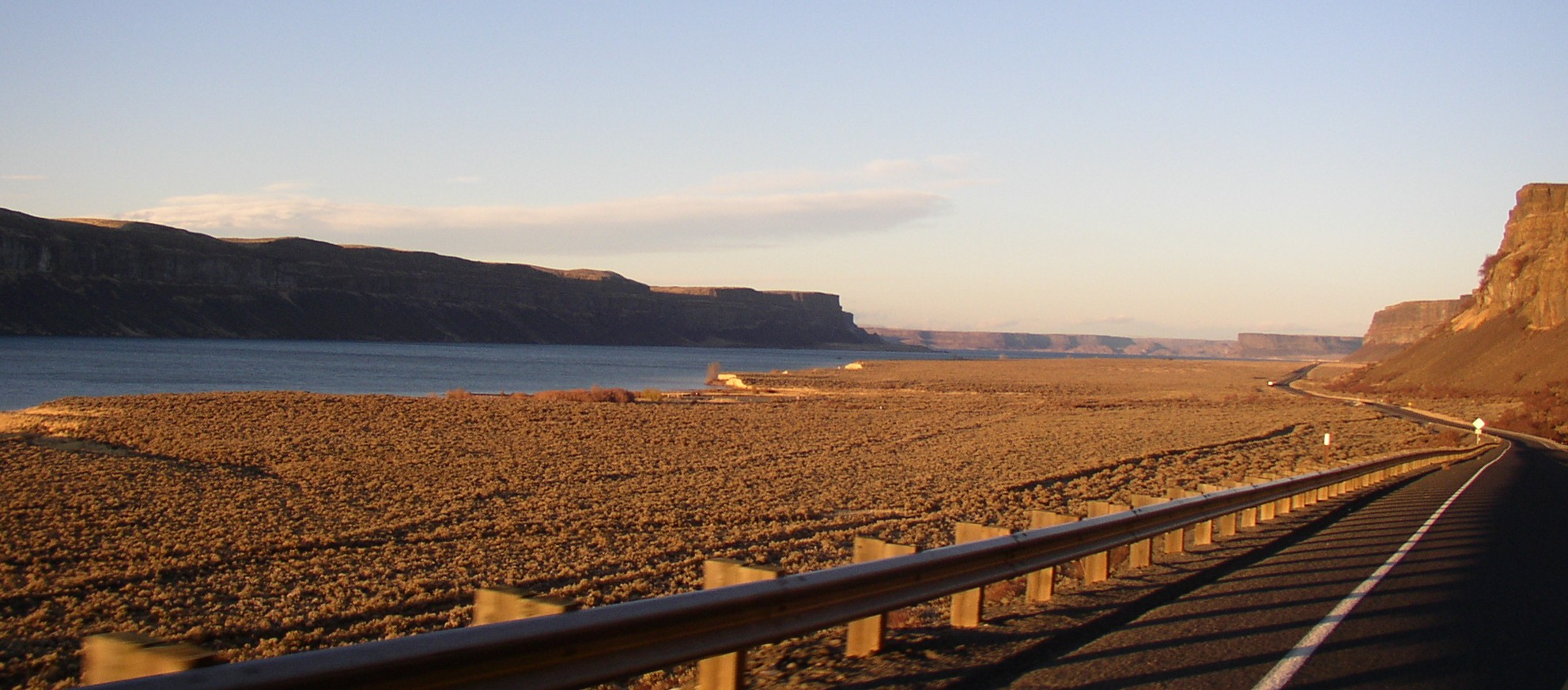
Grand Coulee

La Grand Coulee est un ancien lit du fleuve Columbia dans l'État de Washington. Ce site classé National Natural Landmark s'étend du barrage de Grand Coulee au lac Soap, et surplombée par les Dry Falls.